# Anthony Colby
Anthony Colby, född 13 november 1792 i New London i New Hampshire, död 20 juli 1873 i New London i New Hampshire, var en amerikansk politiker (whig). Han var New Hampshires guvernör 1846–1847.
Colby efterträdde 1846 John Hardy Steele som guvernör och efterträddes 1847 av Jared W. Williams.